# Klatovy (distrikt)
Klatovy (tjeckiska: Okres Klatovy) är ett distrikt i Tjeckien. Det ligger i regionen Plzeň, i den västra delen av landet, 120 km sydväst om huvudstaden Prag. Antalet invånare är 87 487. Arean är 1 946 kvadratkilometer. Klatovy gränsar till Landkreis Cham, Landkreis Regen och Freyung-Grafenau. 
Terrängen i Klatovy är kuperad.
Distriktet Klatovy delas in i:
- Hlavňovice
- Břežany
- Zborovy
- Železná Ruda
- Hnačov
- Švihov
- Javor
- Dešenice
- Dlouhá Ves
- Červené Poříčí
- Myslív
- Strážov
- Velhartice
- Klatovy
- Vřeskovice
- Plánice
- Horažďovice
- Kašperské Hory
- Bezděkov
- Běšiny
- Žichovice
- Strašín
- Sušice
- Nalžovské Hory
- Běhařov
- Nehodiv
- Prášily
- Kolinec
- Frymburk
- Hartmanice
- Hamry
- Měčín
- Modrava
- Horská Kvilda
- Janovice nad Úhlavou
- Nýrsko
- Ježovy
- Kovčín
- Lomec
- Křenice
- Mezihoří
- Bukovník
- Rejštejn
- Kvášňovice
- Srní
- Rabí
- Nezdice na Šumavě
- Pačejov
- Velký Bor
- Kejnice
- Chudenín
- Hradešice
- Bolešiny
- Budětice
- Klenová
- Dlažov
- Čímice
- Zavlekov
- Předslav
- Ostřetice
- Svéradice
- Mokrosuky
- Vrhaveč
- Újezd u Plánice
- Chudenice
- Velké Hydčice
- Olšany
- Mlýnské Struhadlo
- Hrádek
- Dražovice
- Podmokly
- Nezamyslice
- Dolany
- Petrovice u Sušice
- Týnec
- Slatina
- Biřkov
- Čachrov
- Dobršín
- Mochtín
- Chlístov
- Maňovice
- Číhaň
- Myslovice
- Malý Bor
- Tužice
- Domoraz
- Soběšice
- Černíkov
- Hejná
- Obytce
- Žihobce
- Chanovice

Följande samhällen finns i distriktet Klatovy:
- Sušice
- Nýrsko
- Železná Ruda
- Plánice
- Kašperské Hory
- Kolinec
- Rejštejn